# Laphria comata
Laphria comata là một loài ruồi trong họ Asilidae. Laphria comata được White miêu tả năm 1918. Loài này phân bố ở miền Australasia.